# Kwetal, de breinbaas
Tom Poes en Kwetal, de breinbaas of kortweg Kwetal, de breinbaas is het 38ste verhaal uit de Bommelsaga, geschreven en getekend door Marten Toonder. De eerste aflevering van het verhaal verscheen op 31 december 1949 en het liep tot 22 maart 1950. Thema is het denkraam.

## Samenvatting
Op een mooie dag in het vroege voorjaar ontmoeten Tom Poes en Heer Bommel een dwerg. Hij beweert aanvankelijk geen naam te hebben, maar later meldt hij dat hij door soortgenoten Kwetal genoemd wordt. 
Kwetal houdt er zeer afwijkende begrippen op na en noemt zichzelf geen uitvinder, maar onderzoeker. Ondertussen echter vindt hij steeds dingen uit die grote gevolgen hebben, vooral als professor Sickbock zich ermee bemoeit. Tom Poes weet hem echter te verslaan, waarna Sickbock gearresteerd wordt. Kwetal wordt onder de grond 'opgeborgen', voor de veiligheid.

## Achtergrond
Eerste verschijning van Kwetal. Toonder was achteraf niet erg tevreden: "het was nog niet te voorzien dat hij een belangrijke rol zou gaan vervullen in het leven van heer Bommel. [...] Daardoor wordt hij in het volgende deel dan ook opnieuw als een naamloze dwerg opgevoerd." Kwetal introduceert het woord "denkraam", dat een vaste plek in de Nederlandse taal zal krijgen.
Eerste verschijning van professor Prlwytzkofski.
In de slotaflevering (933) maakt Tom Poes melding van "weer een berichtje over de waterstofbom" in de krant. Dat is zeer actueel, want pas in januari 1950 kondigde de Amerikaanse president Harry Truman de ontwikkeling van de bom aan; de opmerking van Tom Poes is van maart 1950.